# Berillium-azid
A berillium-azid szervetlen vegyület, a hidrogén-azid berilliumsója, képlete Be(N3)2.

## Előállítása
Hidrogén-azid és dimetil-berillium reakciójával állítható elő −116 °C alatt, vízmentes dietil-éterben oldva a reagáló anyagokat:
{\displaystyle \mathrm {Be(CH_{3})_{2}+2\ HN_{3}\longrightarrow Be(N_{3})_{2}+2\ CH_{4}} }
Előállítható berillium-klorid és trimetil-szilil-azid reakciójával is:
{\displaystyle \mathrm {BeCl_{2}+2\ (CH_{3})_{3}SiN_{3}} } {\displaystyle \mathrm {\longrightarrow Be(N_{3})_{2}+2\ (CH_{3})_{3}SiCl} }

## Szerkezete
Az előrejelzések szerint végtelen láncokból áll, melyek tetraéderesen koordinált Be2+ és áthidaló N3− ionokból állnak.

## Tulajdonságai
A berillium-azid színtelen szilárd anyag. Vízben oldva hidrolizál. Reagál a levegőben található nedvességgel.

## Fordítás
- Ez a szócikk részben vagy egészben  a   Berylliumazid című német Wikipédia-szócikk fordításán alapul.  Az eredeti cikk szerkesztőit annak laptörténete sorolja fel. Ez a jelzés csupán a megfogalmazás eredetét és a szerzői jogokat jelzi, nem szolgál a cikkben szereplő információk forrásmegjelöléseként.
- Ez a szócikk részben vagy egészben  a   Beryllium azide című angol Wikipédia-szócikk fordításán alapul.  Az eredeti cikk szerkesztőit annak laptörténete sorolja fel. Ez a jelzés csupán a megfogalmazás eredetét és a szerzői jogokat jelzi, nem szolgál a cikkben szereplő információk forrásmegjelöléseként.